# Horní Slověnice
Horní Slověnice jsou vesnice, část města Lišov v okrese České Budějovice v Jihočeském kraji. Nachází se asi šest kilometrů severovýchodně od Lišova. Prochází zde silnice II/148. Horní Slověnice jsou také název katastrálního území o rozloze 4,8 km².

## Historie
První písemná zmínka o vesnici pochází z roku 1359, neboť v obci stával mlýn pocházející právě z tohoto roku. Ve středověku zde stávala opevněná tvrz, která však nebyla sídlem samostatného statku, protože Slověnice náležely k lomnickému panství. Pravděpodobně zanikla, když Jakub Krčín roku 1582 rozšířoval rybník Dvořiště.
Od roku 1441 byli lomnickými pány Rožmberkové, kteří připojili Lomnici i Slověnice ke svému třeboňskému panství. S ním pak vesnice sdílela své osudy až do poloviny 19. století.
9. listopadu 1618 se u obce odehrála jedna z prvních bitev třicetileté války tzv. bitva u Lomnice, ve které se střetlo císařské vojsko vedené Karlem Bonaventurou Buquoyem s vojskem českých stavů pod velením Jindřicha Matyáše Thurna.
Vedení Lišova se s opozicí pře o parkoviště na místě dnes již bývalé fary a opravě trojmostí ve Slověnicích.

## Obyvatelstvo
| Rok            | 1869 | 1880 | 1890 | 1900 | 1910 | 1921 | 1930 | 1950 | 1961 | 1970 | 1980 | 1991 | 2001 | 2011 | 2021 |
| -------------- | ---- | ---- | ---- | ---- | ---- | ---- | ---- | ---- | ---- | ---- | ---- | ---- | ---- | ---- | ---- |
| Počet obyvatel | 200  | 229  | 243  | 224  | 203  | 212  | 200  | 178  | 137  | 121  | 104  | 94   | 92   | 117  | 125  |
| Počet domů     | 32   | 39   | 41   | 41   | 41   | 39   | 38   | 41   | 40   | 35   | 32   | 46   | 49   | 50   | 61   |

## Obecní správa
V polovině 19. století se Slověnice staly samostatnou obcí. Roku 1913 byly rozděleny na dvě obce s vlastní samosprávou  –  Dolní Slověnice a Horní Slověnice. V letech 1943–1945 byly znovu osadou obce Slověnice, ale v letech 1945–1960 byly uváděny znovu jako obec. Od 12. června 1960 do 31. března 1976 tvořily opět společnou samostatnou obec s názvem Slověnice a od 1. dubna 1976 náleží k Lišovu.

## Osobnosti
- Milan Štěch (* 1953), odborový předák, politik, bývalý předseda Senátu ČR